# Ansgarskapellet
Ansgarskapellet är ett kapell strax öster om Björkö by i Ekerö kommun, Stockholms län. Kapellet ligger inom Adelsö-Munsö församling i Ekerö pastorat, Stockholms stift. Kapellstiftelsen Ansgars Minne äger och förvaltar kapellet, medan Ekerö pastorat står för skötseln och bedriver sommarkyrka.

## Kyrkobyggnaden
Kapellet byggdes till hundraårsjubileet efter resningen av Ansgarsmonumentet och till 1100-årsminnet av Ansgars ankomst till Birka. Invigningen ägde rum 1930 och initiativtagare var ärkebiskopen Nathan Söderblom. Kapellet ritades av arkitekten Lars Israel Wahlman och medhjälpare var arkitekt Nils Sterner som ledde en restaurering av kapellet åren 1962-1963. Finansieringen av bygget ordnades delvis genom försäljning av en speciell bibel, Ansgariusbibeln eller lilla Ärkebiskopsbibeln, en illustrerad bibel utgiven i 1500 exemplar. Bibeln hade ägarens namn tryckt i boken och varje exemplar signerades av Nathan Söderblom. Dessutom bifogades en lista på de som hade köpt bibeln.
Kapellet är byggt i rödbrun sandsten från den närbelägna ön Midsommar i Björkfjärden och har de medeltida landsortskyrkorna som förebild. Byggnaden består av långhus och kor vars gemensamma planform har formen av en kyrkklocka som öppnar sig åt väster. Ytter- och innertak höjer sig åt väster och förstärker byggnadens klockform. Koret i öster består av en djup absid som ligger sju trappsteg högre än långhuset. Sakristian är inrymd under koret och har ingång från öster.
Vid kapellets västparti skjuter två utåtvända strävpelare ut och bildar ett öppet klocktorn i vars övre del en kyrkklocka hänger. Huvudingången i väster har två stora ekportar som utvändigt pryds med rika järnbeslag. Järnbeslagen är tillverkade av bygdesmeden Gunnar Andersson, Adelsö efter ritningar av L I Wahlman. Långhuset har ett sadeltak medan tornet har ett pulpettak. Båda taken är täckta med tryckimpregnerad huggen furuspån. Korabsiden har ett tak täckt med kopparplåt.
Utanför kapellets västra sida finns en terrass täckt med plattor och omgiven av låga murar, allt av sandsten. Vid större gudstjänster öppnar man kapellets portaler och ställer ut bänkar på terrassen.

## Interiör

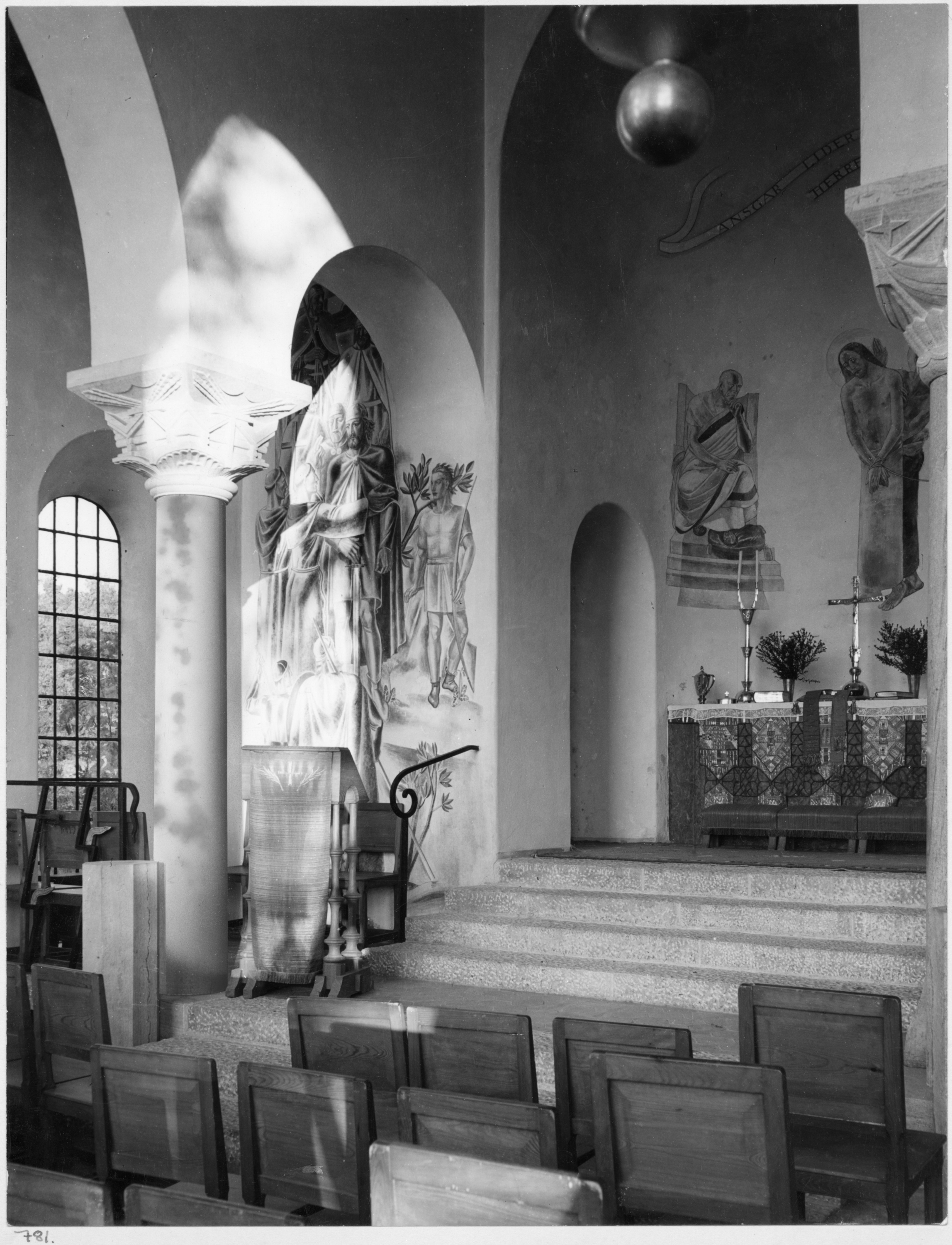
Interiörbild.

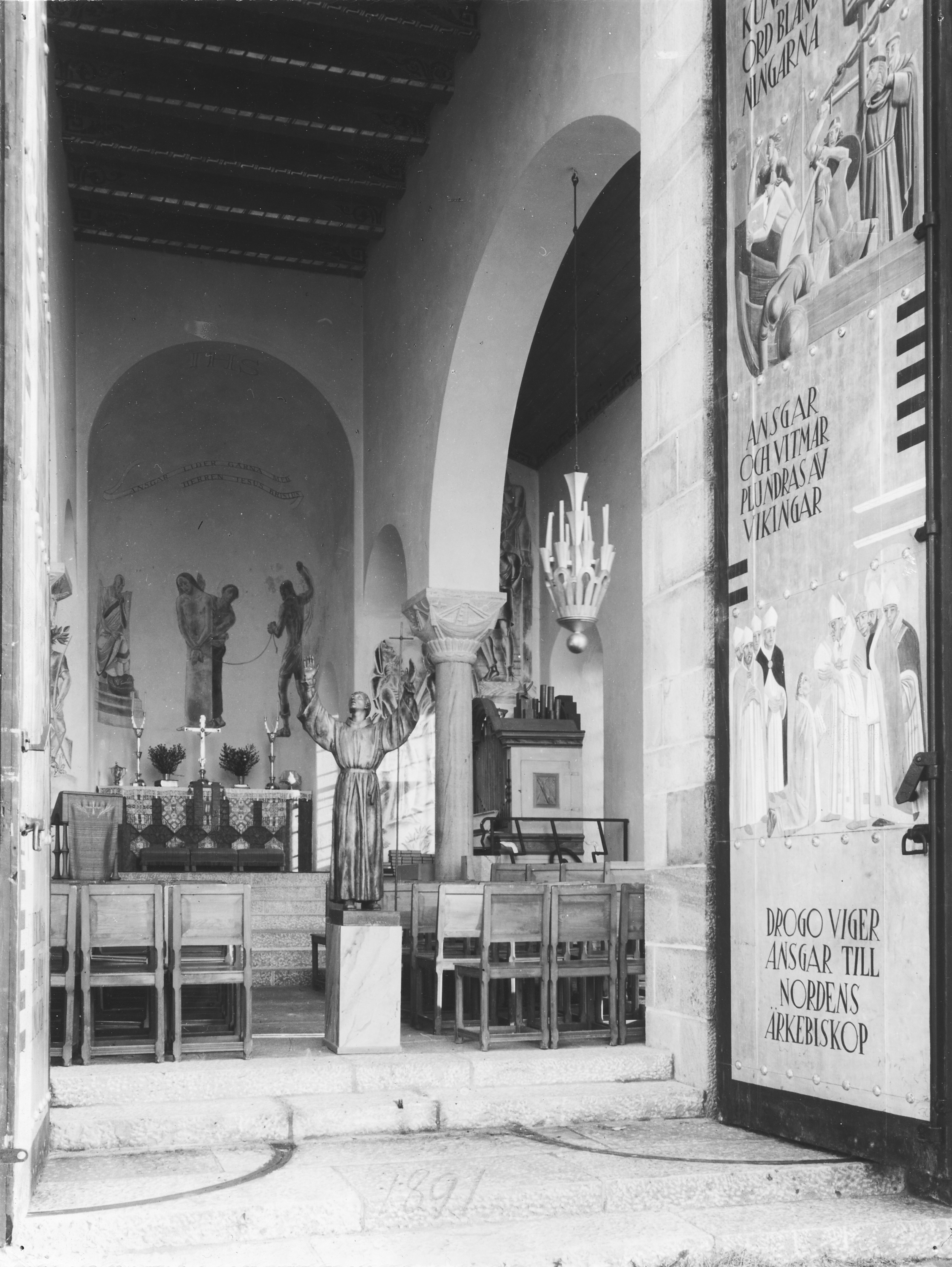
Interiörbild.

Kyrkorummet har ett plant tak med synliga bjälkar. Taket pryds av ornamentsmålningar i vitt och guld som är utförda av dekorationsmålaren Filip Månsson. Absidens innertak har ett hjälmvalv.
Kapellets kopparklädda insida har målats av Gunnar Torhamn med framställningar ur Ansgarskrönikan. I korabsiden finns målningar av Olle Hjortzberg som skildrar Kristi gisslande enligt Ansgars dröm. Målningarna på ömse sidor om absiden är utförda av Gunnar Torhamn.

## Orgel
Orgeln, som har fem stämmor och är mekanisk, skänktes till kapellets invigning 1930 av professor Oskar Lindberg. Den är byggd 1801 av organisten och amatörorgelbyggaren Fredrik Salling, Svärdsjö för Djura kyrka i Dalarna. 1895 flyttades orgeln till Gagnefs missionshus. Den köptes på 1920-talet av Oskar Lindberg. Och sattes upp i Ansgarskapellet av Åkerman & Lund, Sundbyberg. De är en av de fyra äldsta orglarna i Stockholms stift.[källa behövs]
| Manual C-d3           | Pedal C-c    |
| Principal 8’          | Bihangspedal |
| Salicional 8'         |              |
| Oktava 4' Bas/Diskant |              |
| Oktava 2'             |              |
| Vox humana 8' Diskant |              |

## Inventarier
- Altaret är klätt med kalksten. Tillhörande antependium är komponerat av Agda Österberg och tillverkat av Libraria. Antependiet är broderat av silke med guld- och silvertråd.
- I koret står tre monumentala bronsskulpturer av Carl Eldh. Skulpturen mitt framför koret föreställer Ansgar som nedkallar Guds välsignelse över Birka. Skulpturen vid korets södra sida föreställer Hergeir och skulpturen vid korets norra sida föreställer Frideborg med dottern Katla.
- En dopfunt av kalkad ek med låsbart lock är tillverkad av Ernst Wahlberg. Dopfunten passar till en tidigare skänkt dopskål av tenn.
- Kapellets ljuskronor, är av snidat och förgyllt trä och har plats för åtta ljus. Ljuskronorna är formgivna av Lars Israel Wahlman.
- En ambo är av fernissad ek.
- Kyrkklockan är gjuten 1930 av K G Bergholtz & Co i Stockholm.

### Webbkällor
- ”Ansgarskapellet, Björkö”. Svenska kyrkan. http://www.svenskakyrkan.se/default.aspx?id=660308. Läst 7 januari 2012.
- Lisa Sundström: "Ansgarskapellet", Rapport 2010:50, Stockholms läns museum